# Montrevel (Isère)
Montrevel – miejscowość i gmina we Francji, w regionie Owernia-Rodan-Alpy, w departamencie Isère.
Według danych na rok 1990 gminę zamieszkiwały 262 osoby, a gęstość zaludnienia wynosiła 28 osób/km² (wśród 2880 gmin regionu Rodan-Alpy Montrevel plasuje się na 1366. miejscu pod względem liczby ludności, natomiast pod względem powierzchni na miejscu 1173.).